# Chloronana boliviella
Chloronana boliviella är en insektsart som beskrevs av Delong 1980. Chloronana boliviella ingår i släktet Chloronana och familjen dvärgstritar. Inga underarter finns listade i Catalogue of Life.